# Павол Демітра
Павол Демітра (словац. Pavol Demitra; 29 листопада 1974, Дубниця-над-Вагом, ЧССР — 7 вересня 2011, Ярославль, Росія) — словацький хокеїст, центральний нападник.

## Спортивна кар'єра
Вихованець хокейної школи «Спартак» (Дубниця). Виступав за «Спартак» (Дубниця), «Дукла» (Тренчин), «Прінс-Едуард Айленд Сенаторс» (АХЛ), «Оттава Сенаторс», «Сент-Луїс Блюз», «Лас-Вегас Тандер» (ІХЛ), «Гренд-Репідс Гріффінс» (ІХЛ), «Лос-Анджелес Кінгс», «Міннесота Вайлд», «Ванкувер Канакс», «Локомотив» (Ярославль).
У складі національної збірної Словаччини провів 68 матчів (24 голи); учасник зимових Олімпійських ігор 2002, 2006 і 2010, учасник чемпіонатів світу 1996, 2003, 2004, 2005, 2007 і 2011, учасник Кубка світу 1996 і 2004. У складі молодіжної збірної Чехословаччини учасник чемпіонату світу 1993. У складі юніорської збірної Чехословаччини учасник чемпіонату Європи 1992. 
Загинув 7 вересня 2011 року в авіакатастрофі літака Як-42 під Ярославлем.
Досягнення
- Бронзовий призер чемпіонату світу (2003)
- Учасник матчу всіх зірок НХЛ (1999, 2000, 2002)

Нагороди
- Пам'ятний трофей Леді Бінг (2000).

## Статистика

### Клубні виступи
| Сезон        | Клуб                      | Ліга         | Регулярний сезон | Регулярний сезон | Регулярний сезон | Регулярний сезон | Регулярний сезон | Плей-оф | Плей-оф | Плей-оф | Плей-оф | Плей-оф |
| Сезон        | Клуб                      | Ліга         | І                | Г                | П                | О                | ШХ               | І       | Г       | П       | О       | ШХ      |
| ------------ | ------------------------- | ------------ | ---------------- | ---------------- | ---------------- | ---------------- | ---------------- | ------- | ------- | ------- | ------- | ------- |
| 1991–92      | «Спартак» (Дубниця)       | ЧСХЛ-2       | 28               | 13               | 10               | 23               | 12               | —       | —       | —       | —       | —       |
| 1992–93      | «Спартак»/ЦАПЕГ (Дубниця) | ЧСХЛ-2       | 4                | 3                | 0                | 3                | 2                | —       | —       | —       | —       | —       |
| 1992–93      | «Дукла» (Тренчин)         | ЧСХЛ         | 46               | 11               | 17               | 28               | —                | —       | —       | —       | —       | —       |
| 1993–94      | «Оттава Сенаторс»         | НХЛ          | 12               | 1                | 1                | 2                | 4                | —       | —       | —       | —       | —       |
| 1993–94      | «P.E.I. Сенаторс»         | АХЛ          | 41               | 18               | 23               | 41               | 8                | —       | —       | —       | —       | —       |
| 1994–95      | «Оттава Сенаторс»         | НХЛ          | 16               | 4                | 3                | 7                | 0                | —       | —       | —       | —       | —       |
| 1994–95      | «P.E.I. Сенаторс»         | АХЛ          | 61               | 26               | 48               | 74               | 23               | 5       | 0       | 7       | 7       | 0       |
| 1995–96      | «Оттава Сенаторс»         | НХЛ          | 31               | 7                | 10               | 17               | 6                | —       | —       | —       | —       | —       |
| 1995–96      | «P.E.I. Сенаторс»         | АХЛ          | 48               | 28               | 53               | 81               | 44               | —       | —       | —       | —       | —       |
| 1996–97      | «Дукла» (Тренчин)         | СЕЛ          | 1                | 1                | 1                | 2                | —                | —       | —       | —       | —       | —       |
| 1996–97      | «Лас-Вегас Тандер»        | ІХЛ          | 22               | 8                | 13               | 21               | 10               | —       | —       | —       | —       | —       |
| 1996–97      | «Гранд-Рапідс Гріффінс»   | ІХЛ          | 42               | 20               | 30               | 50               | 24               | —       | —       | —       | —       | —       |
| 1996–97      | «Сент-Луїс Блюз»          | НХЛ          | 8                | 3                | 0                | 3                | 2                | 6       | 1       | 3       | 4       | 6       |
| 1997–98      | «Сент-Луїс Блюз»          | НХЛ          | 61               | 22               | 30               | 52               | 22               | 10      | 3       | 3       | 6       | 2       |
| 1998–99      | «Сент-Луїс Блюз»          | НХЛ          | 82               | 37               | 52               | 89               | 16               | 13      | 5       | 4       | 9       | 4       |
| 1999–2000    | «Сент-Луїс Блюз»          | НХЛ          | 71               | 28               | 47               | 75               | 8                | —       | —       | —       | —       | —       |
| 2000–01      | «Сент-Луїс Блюз»          | НХЛ          | 44               | 20               | 25               | 45               | 16               | 15      | 2       | 4       | 6       | 2       |
| 2001–02      | «Сент-Луїс Блюз»          | НХЛ          | 82               | 35               | 43               | 78               | 46               | 10      | 4       | 7       | 11      | 6       |
| 2002–03      | «Сент-Луїс Блюз»          | НХЛ          | 78               | 36               | 57               | 93               | 32               | 7       | 2       | 4       | 6       | 2       |
| 2003–04      | «Сент-Луїс Блюз»          | НХЛ          | 68               | 23               | 35               | 58               | 18               | 5       | 1       | 0       | 1       | 4       |
| 2004–05      | «Дукла» (Тренчин)         | СЕЛ          | 54               | 28               | 54               | 82               | 39               | 12      | 4       | 13      | 17      | 14      |
| 2005–06      | «Лос-Анджелес Кінгс»      | НХЛ          | 58               | 25               | 37               | 62               | 42               | —       | —       | —       | —       | —       |
| 2006–07      | «Міннесота Вайлд»         | НХЛ          | 71               | 25               | 39               | 64               | 28               | 5       | 1       | 3       | 4       | 0       |
| 2007–08      | «Міннесота Вайлд»         | НХЛ          | 68               | 15               | 39               | 54               | 24               | 6       | 1       | 2       | 3       | 2       |
| 2008–09      | «Ванкувер Канакс»         | НХЛ          | 69               | 20               | 33               | 53               | 20               | 6       | 1       | 2       | 3       | 2       |
| 2009–10      | «Ванкувер Канакс»         | НХЛ          | 28               | 3                | 13               | 16               | 0                | 11      | 2       | 4       | 6       | 4       |
| 2010–11      | «Локомотив» (Ярославль)   | КХЛ          | 54               | 18               | 42               | 60               | 29               | 18      | 6       | 15      | 4       |         |
| Усього в НХЛ | Усього в НХЛ              | Усього в НХЛ | 847              | 304              | 464              | 768              | 284              | 94      | 23      | 36      | 59      | 34      |

### Збірна
| Рік                | Команда            | Турнір             | І  | Г  | П  | О  | ШХ |
| ------------------ | ------------------ | ------------------ | -- | -- | -- | -- | -- |
| 1992               | Чехословаччина     | ЮЧЄ                | 6  | 4  | 8  | 12 | 2  |
| 1993               | Чехословаччина     | МЧС                | 7  | 4  | 4  | 8  | 8  |
| 1996               | Словаччина         | ЧС                 | 5  | 1  | 2  | 3  | 2  |
| 1996               | Словаччина         | КС                 | 3  | 0  | 0  | 0  | 4  |
| 2002               | Словаччина         | ОІ                 | 2  | 1  | 2  | 3  | 2  |
| 2003               | Словаччина         | ЧС                 | 5  | 2  | 2  | 4  | 4  |
| 2004               | Словаччина         | ЧС                 | 9  | 4  | 4  | 8  | 4  |
| 2004               | Словаччина         | КС                 | 4  | 0  | 2  | 2  | 2  |
| 2005               | Словаччина         | ЧС                 | 7  | 2  | 5  | 7  | 2  |
| 2006               | Словаччина         | ОІ                 | 6  | 2  | 5  | 7  | 2  |
| 2007               | Словаччина         | ЧС                 | 6  | 2  | 2  | 4  | 12 |
| 2010               | Словаччина         | ОІ                 | 7  | 3  | 7  | 10 | 2  |
| 2011               | Словаччина         | ЧС                 | 6  | 1  | 2  | 3  | 0  |
| Молодіжна збірна   | Молодіжна збірна   | Молодіжна збірна   | 13 | 8  | 12 | 20 | 10 |
| Національна збірна | Національна збірна | Національна збірна | 60 | 18 | 33 | 51 | 36 |

## Галерея

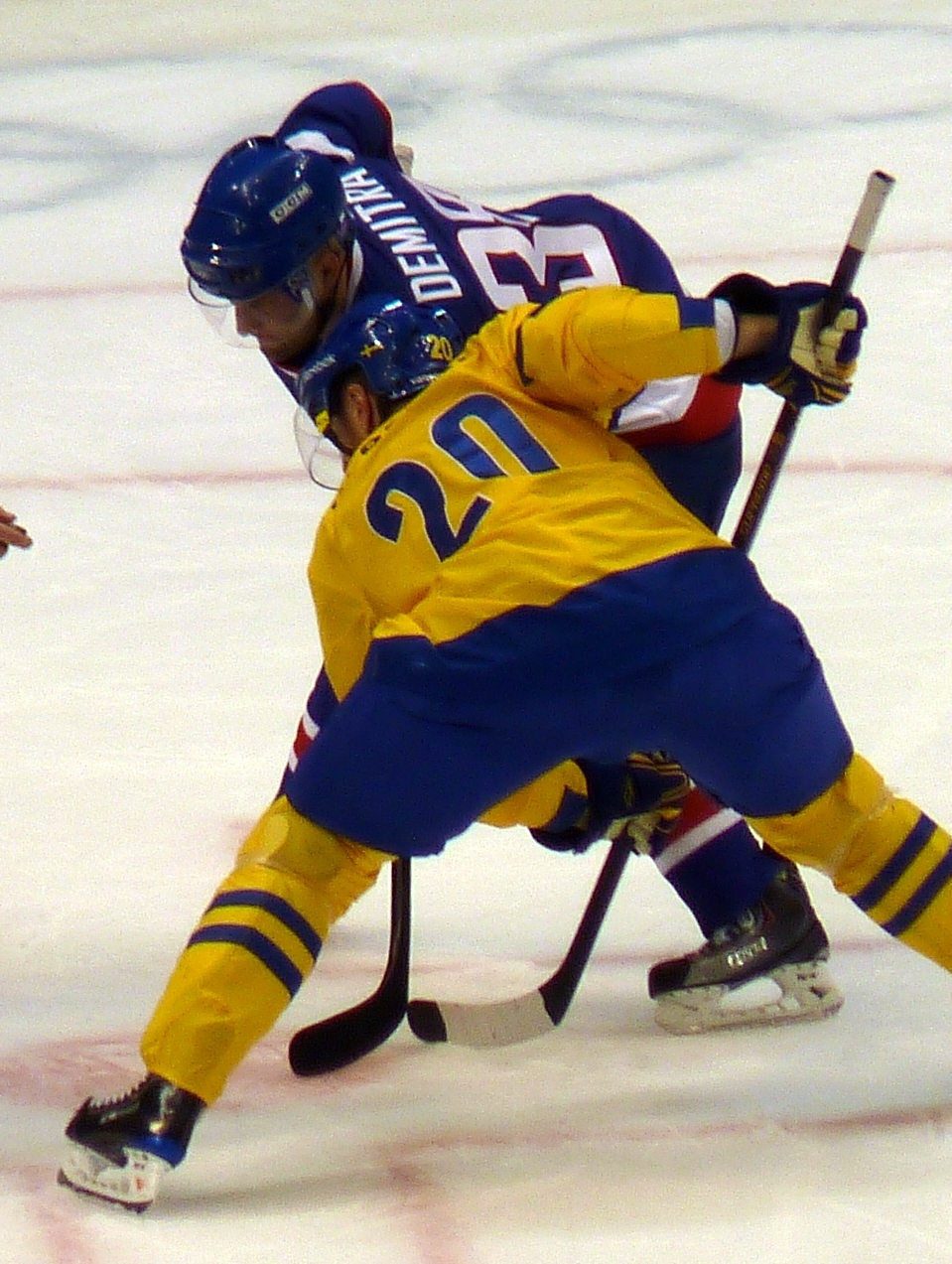
Павол Деметра і Генрік Седін (Олімпіада-2010).
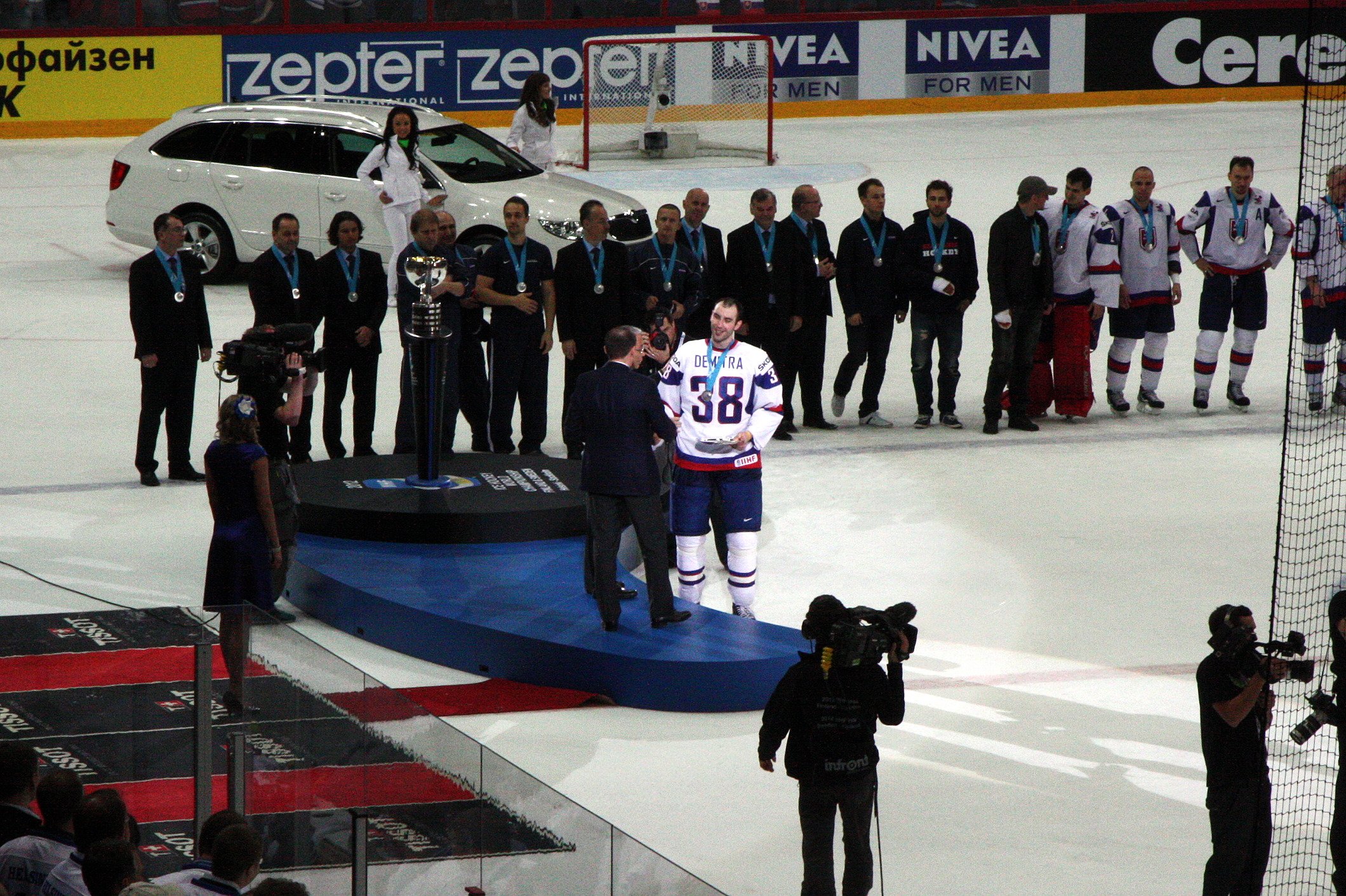
Нагородження призерів чемпіонату світу 2012 року.
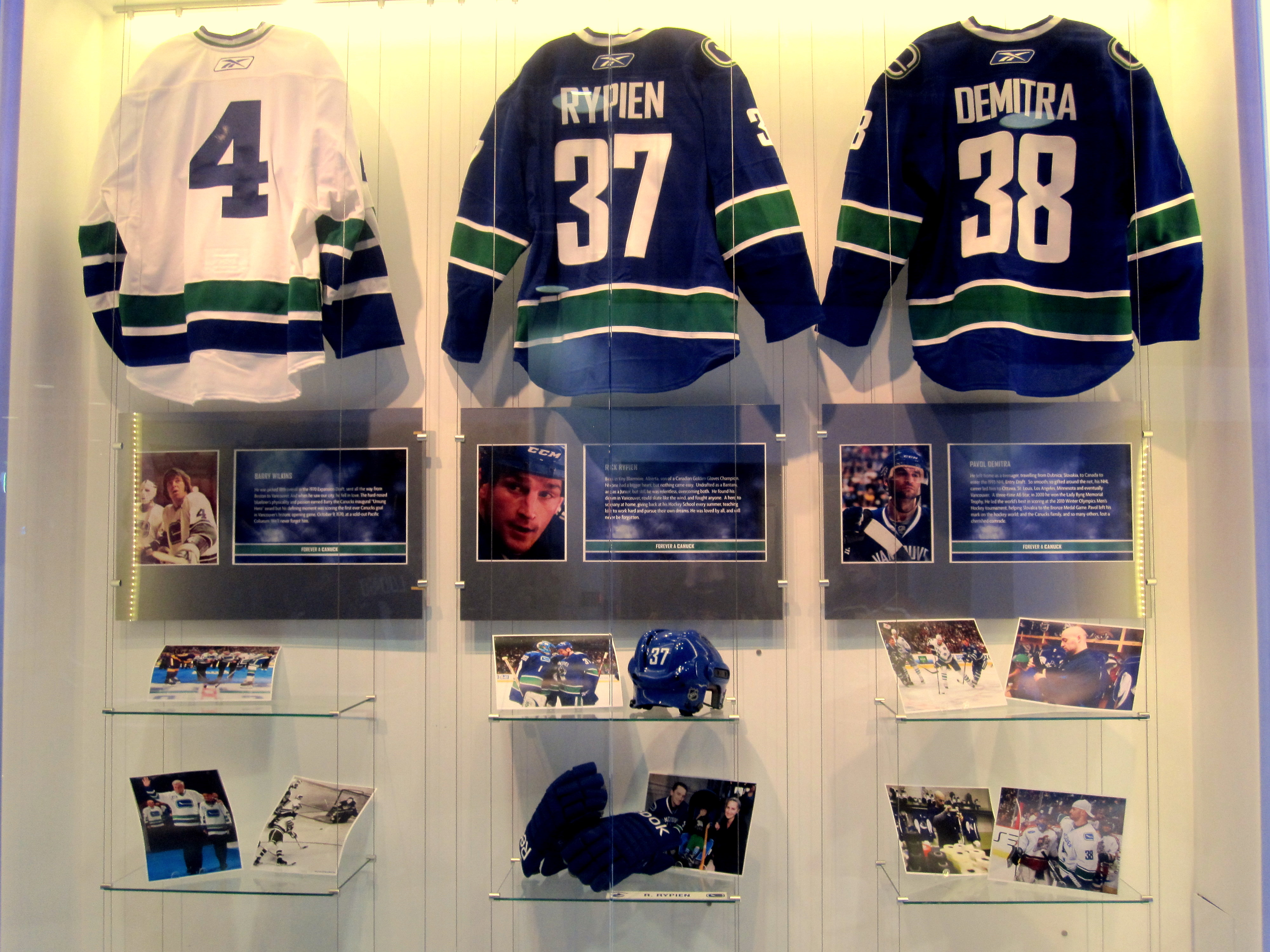
Речі і фотографії трьох гравців «Ванкувер Канакс», які пішли з життя у 2011 році (Баррі Вілкінса, Ріка Рипіна і Павола Деметри).
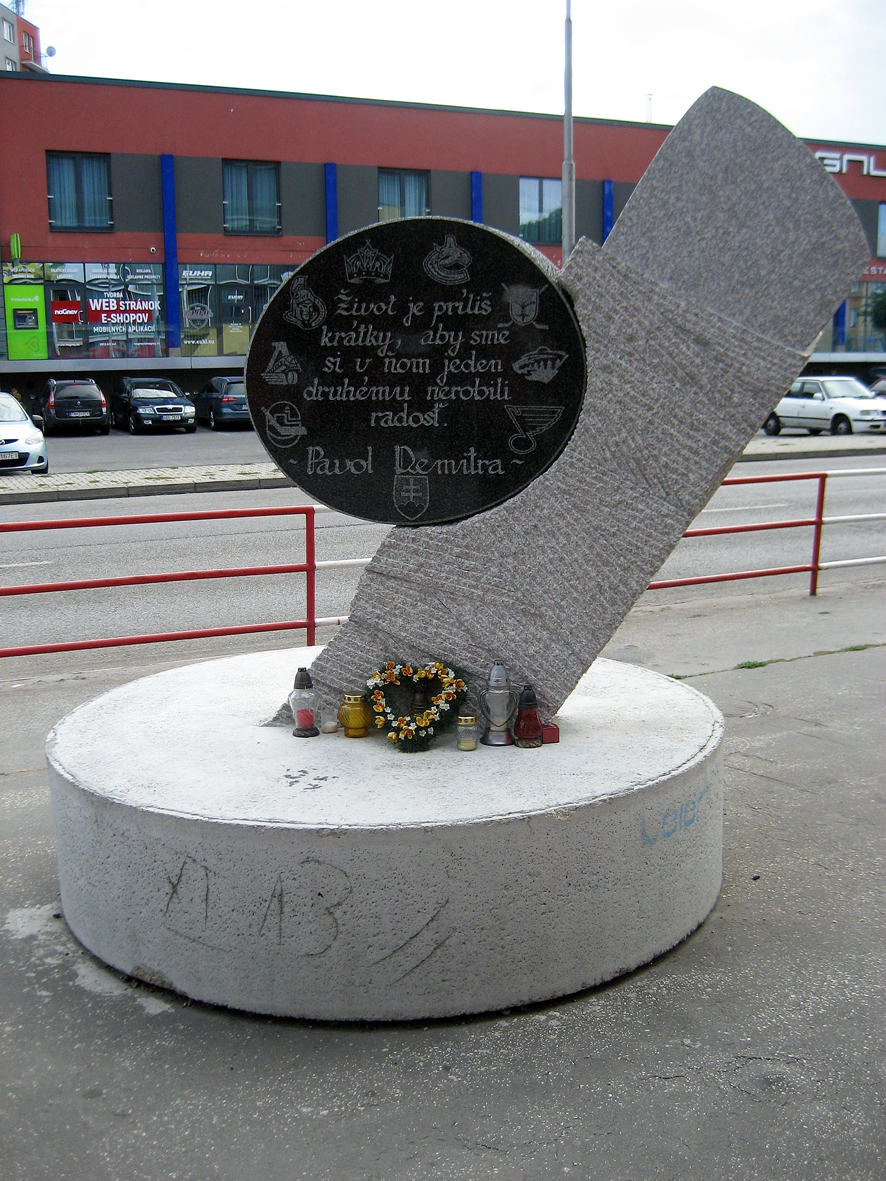
Стела у місті Тренчин